# Son Ferriol

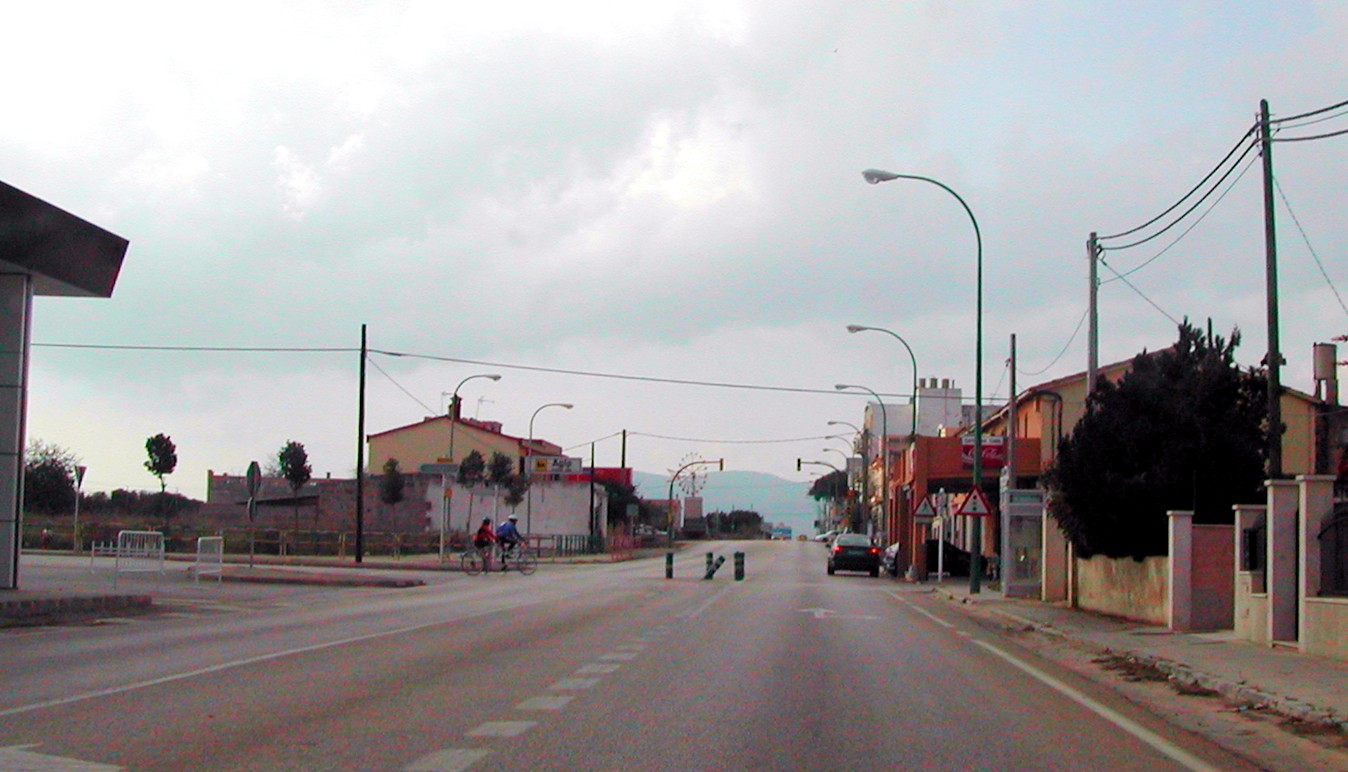
Cruce de Can Tunis en la Carretera de Manacor.

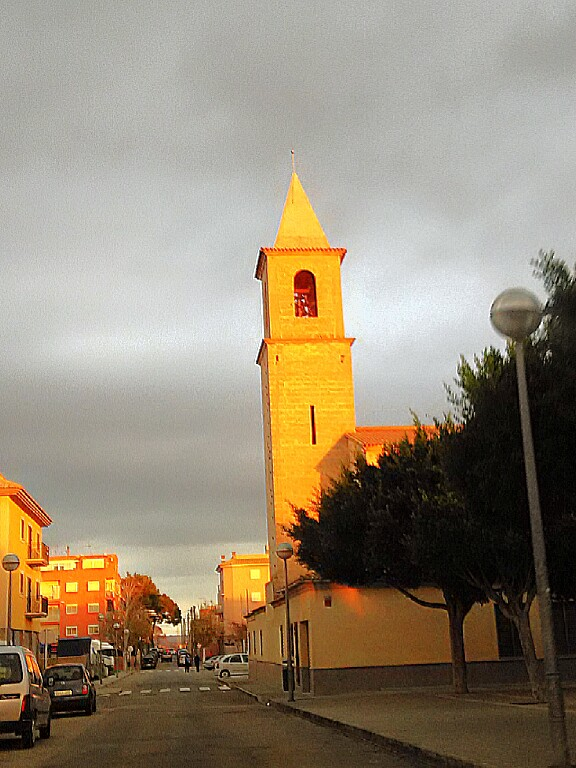
Campanar de Son Ferriol

Son Ferriol es un barrio del término municipal de Palma de Mallorca. Se encuentra situado a 6 km del centro de Palma, entre La Creu Vermella y Son Banya.
Al extremo nordeste del barrio, se encuentra el núcleo de S'Hostalot. Se accede al barrio a través de las líneas 14 (Itinerarios San Jorge y s'Hostalot) 27 y 28 de la EMT.

## Historia
La agricultura y la ganadería eran las fuentes de ingresos más importantes de la zona de San Jorge y s'Horta. En el Mapa Balear de 1785 del Cardenal Despuig, aparece la posesión de Son Ferriol, que ya se encontraba documentada en 1713.
La urbanización de la zona la inició, el año 1898 Bartomeu Oliver con la adquisición de una parcela, procedente de la posesión de Son San Juan, donde construyó un bar, una tienda y una barbería, una herrería y una carpintería. Estos establecimientos originaron el resto de las casas alrededor del actual Bar Can Tunis, situado en la antigua carretera de Manacor.
Son Ferriol, nació propiamente como barrio en el año 1917, cuando Bartomeu Font, compró toda la posesión a Anna M. Bonafé, la propietaria. Consiguió la urbanización con la actual estructura de calles a partir de 1920. Los edificios públicos como la primera iglesia o la escuela (1925) datan de esta época.

## Demografía
La población de Son Ferriol es de unos 10000 habitantes, pero tan solo 5600 viven en el centro de la localidad, el resto vive en urbanizaciones externas o casa de campo a las afueras del barrio.

## Fiestas y mercados
El patrón de Son Ferriol, al igual que en muchos otros pueblos y barrios de Mallorca es San Antonio Abad, el día 17 de enero. El día 16 se celebra la revetla que consiste en los famosos foguerons (hogueras en las que, según la leyenda, se quema al diablo). Y el día 17 se celebra un pequeño desfile con dimonis (demonios).

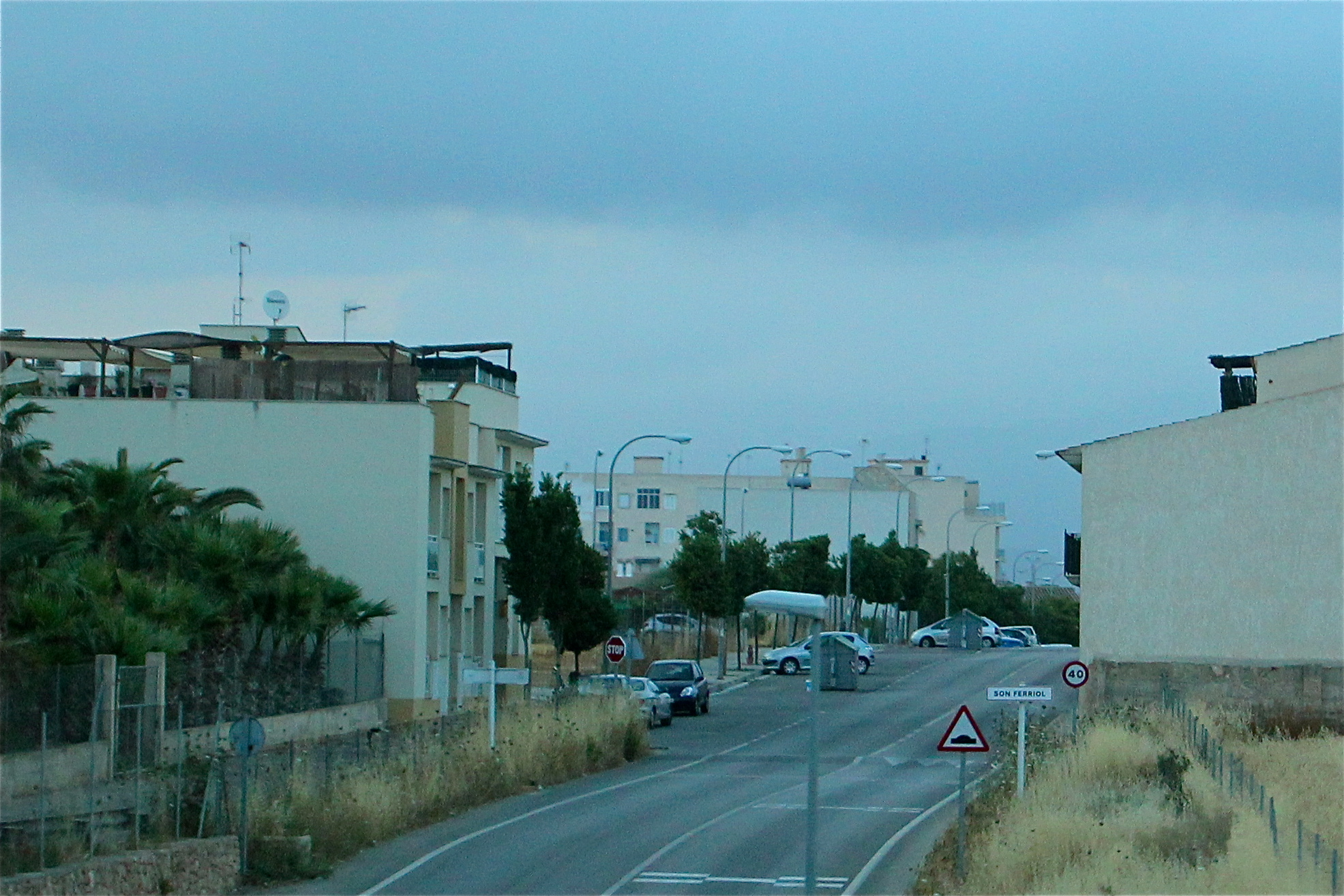
Entrada a Son Ferriol por el Camino de Son Banya

También, el último fin de semana de marzo tiene lugar su famosa feria donde los locales salen a la calle exponen sus mejores productos con una rebaja considerable. Además, hay un apartado de atracciones para los más pequeños.
Todos los sábados por la mañana tiene lugar en la Plaza principal un mercadillo.
- Datos: Q4894879
- Multimedia: Son Ferriol / Q4894879